# Вішвадеви
Вішведеви {{IAST | |viśve-devāḥ}} «Всі-боги») - група  ведійських  божеств. У  Ріг-веді їм присвячено понад 40 гімнів (по Гріффіти - 70) .
Згідно з Ріг-ведою 3.54.17 їх очолює Індра:
|  | Величне це ваше миле ім'я, о поети, (Воно) адже (у тому,) о боги, що всі ви полягаєте в Індрі |

У гімнах, присвячених Всім-богам не проявляється протиставлення  девов і  асурів, діви згадуються разом з асурами, такими як Мітра і Варуна.
Пізніше, в індуїзм е, Всі-боги стають однією з дев'яти  ганадеват («зборів богів»), поряд з  Адітйами, Васу, Тушитами,  Абхасварами,  Анілами,  Махараджіками, Садхйами і  Рудрами . Згідно з  Вішну-пураною Всі-боги були синами Вішва, дочки  Дакши і називалися наступними іменами: 1. Васу 2. Сатья 3. Крату 4. Дакша 5. Кала 6.  Кама 7. Дхріті 8. Куру 9. Пуруравас 10. Мадравас, до яких деякі додають також: 11. Рочака або Лоча і 12. Дхвані Дхура.
Іноді не ясно, відноситься слово вішведевас до Всіх- богів, як в Ріг-веді, або ж тільки до конкретної групи, як в пуранах.
Ймовірно, таке об'єднання, як Всі-боги, існувало ще під час  індоіранської єдності, так як в  Авесті зустрічається вираз  "дева віспе" «всі боги».